# Rolf Anschütz

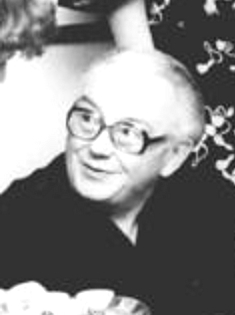
Rolf Anschütz (1984)

Rolf Anschütz (* 27. April 1932 in Hirschbach; † 24. April 2008 in Suhl) war ein deutscher Gastronom und Gründer des ersten japanischen Restaurants der DDR.

## Leben
Rolf Anschütz war der Sohn des Oberkellners Berthold Anschütz (1909–1969) und dessen Ehefrau Erna geb. Leipoldt (1910–1973). Seine Eltern übernahmen 1949 ihre erste eigene Gaststätte in Suhl. Von 1947 bis 1949 erlernte Anschütz den Beruf eines Kellners und machte zusätzlich eine Kochausbildung. Anschließend arbeitete er als Kellner in Suhl und Oberhof. 1951 besuchte er die Landesverwaltungsschule Weimar. Von 1952 bis 1955 ging er freiwillig zur Kasernierten Volkspolizei. Anschließend war er Oberreferent Gaststätten im Konsum-Kreisverband Borna. 1957 übernahm er eine Konsum-Gaststätte in Bad Lausick. Ab 1959 leitete er drei Gaststätten in Neuruppin.
Seine Meisterprüfung zum Serviermeister legte Anschütz 1960 in Potsdam ab. Gemeinsam mit seinem Bruder studierte er von 1960 bis 1963 an der Fachschule für Gaststätten- und Hotelwesen Leipzig und erwarb den Abschluss eines Ingenieurökonomen der Fachrichtung Gastronomie. 1962 ging er als Direktor des HO-Kreisbetriebs Gaststätten zurück nach Suhl. Nach seinem Ausschluss aus der SED wurde er 1964 Objektleiter des HO-Restaurants Waffenschmied in der Gothaer Straße 8 in Suhl, eines Speiselokals, das Thüringer Küche anbot.
Während seines Studiums in Leipzig kam er im Rahmen des Fachs „Küchen der Welt“ zum ersten Mal mit der japanischen Küche in Kontakt. Als Leiter des Waffenschmieds entwickelte er aus anfänglicher Neugier seine Liebe zu japanischen Esstraditionen und lernte autodidaktisch die Gepflogenheiten japanischer Tisch- und Badesitten, Speisefolgen, Essgewohnheiten und Zubereitungsarten und setzte diese in seinem Restaurant praktisch um. 1966 bereitete er für einen journalistischen Stammtisch ein erstes japanisches Gastmahl, über das auch in der Presse berichtet wurde, wodurch der zu einem Studienaufenthalt in der DDR weilende Japaner Mutsumi Hayashi, Dozent an der Wirtschaftsuniversität Osaka, darauf aufmerksam wurde und bei Anschütz speiste. Seinen Eintrag im Gästebuch des Restaurants zitierend berichtete die Nachrichtenagentur ADN, dass im Waffenschmied „seit Anfang Februar [1966 …] mit Szuki Yaki ein echt japanisches Gastmahl angeboten“ wird, bereitet „in einem stilgerecht eingerichteten Nebenzimmer für jeweils acht bis zehn Personen“. In der Folge wurde ein in Atmosphäre und Speisenangebot einem japanischen Ryōtei nahekommendes Restaurant mit 40 Plätzen eingerichtet. Im Februar 1977 wurde ein Erweiterungsbau mit Speisebar, Bankettsaal und einem kleinen Sentō-Bad eröffnet. Das Restaurant, in dem Anschütz ausschließlich traditionelle japanische Gastmahle abhielt, wurde offiziell als „Japanabteilung der Gaststätte Waffenschmied“ bezeichnet und war bis zur Eröffnung des Leipziger Interhotels Merkur im Jahre 1981 das einzige japanische Restaurant der DDR.
13 Jahre nach Eröffnung des Japanrestaurants erhielt Anschütz 1979 eine Einladung japanischer Fachleute nach Japan. Nach anfänglicher Ablehnung wurde ihm die vierwöchige Reise gestattet. Nach Planungen für ein neues – jedoch nie eröffnetes – Japanrestaurant in Berlin verließ Anschütz im Sommer 1986 den Waffenschmied. 1988 übernahm er eine Sportgaststätte in Suhl.
Nach 1989 wurde Anschütz Präsident des Hotel- und Gaststättenverbandes Thüringen e. V. sowie Präsident der Deutsch-Japanischen Gesellschaft Thüringen e. V. Zusammen mit seiner Frau übernahm er ein ehemaliges FDGB-Ferienheim am Oberhofer Schloßberg und eröffnete es 1991 als Japanhotel „Sakura“ (Kirschblüte) mit Pool, Restaurant und Zimmern im japanischen Stil. Wegen ausbleibender Gäste musste der Hotelbetrieb im Jahr 2002 Insolvenz anmelden, das Restaurant führte er bis Ende 2003 weiter.
Als Anschütz Ende 1986 nach Berlin ging, stellte er seine Wohnung in Suhl dem Ministerium für Staatssicherheit als konspirativen Treffpunkt zur Verfügung. Nach einem Bericht des Mitteldeutschen Rundfunks soll er, ohne eine finanzielle Gegenleistung erhalten zu haben, die Wohnungsschlüssel des Plattenbau-Hochhauses an den Geheimdienst übergeben haben.

## Spielfilm
Anschütz’ Leben diente als Vorlage für den Spielfilm Sushi in Suhl mit Uwe Steimle in der Rolle des Rolf Anschütz. Der Filmproduzent Carl Schmitt wollte mit seinem Film, dessen Grundlage mit Anschütz geführte Interviews bildeten, keine Biografie erzählen.

## Ehrungen
Auf Vorschlag des damaligen japanischen Außenministers Keizō Obuchi wurde Anschütz für sein Engagement 1998 der kaiserliche Orden des Heiligen Schatzes am Band mit goldenen Strahlen zugesprochen.
Am 14. Oktober 2012 wurde anlässlich der Thüringen-Premiere des Films Sushi in Suhl durch den Suhler Oberbürgermeister Jens Triebel gemeinsam mit der Witwe von Rolf Anschütz am Haus Gothaer Straße 8 eine Gedenktafel zum ehemaligen Japanrestaurant und seinem Gründer Rolf Anschütz enthüllt.